# Компьень (округ)
Компьень (фр. Compiègne) — округ (фр. Arrondissement) во Франции, один из округов в регионе О-де-Франс. Департамент округа — Уаза. Супрефектура — Компьень.
Население округа на 2018 год составляло 182 819 человек. Плотность населения составляет 142 чел./км². Площадь округа составляет 1283,22 км².

## Состав
Кантоны округа Компьень (после 22 марта 2015 года):
- Компьень-1
- Компьень-2
- Нуайон
- Турот
- Эстре-Сен-Дени (частично)

Кантоны округа Компьень (до 22 марта 2015 года):
- Аттиши
- Гискар
- Компьень-Нор
- Компьень-Сюд-Уэст
- Компьень-Сюд-Эст
- Ласиньи
- Нуайон
- Ресон-сюр-Ма
- Рибекур-Дреленкур
- Эстре-Сен-Дени